# Oak Grove (hrabstwo Barron)
Oak Grove – miasto w Stanach Zjednoczonych, w stanie Wisconsin, w hrabstwie Barron.